# Lasiocephala doehleri
Lasiocephala doehleri är en nattsländeart som beskrevs av Malicky 1976. Lasiocephala doehleri ingår i släktet Lasiocephala och familjen kantrörsnattsländor. Inga underarter finns listade i Catalogue of Life.